# リチャード・チョーリー
リチャード・ジョン・チョーリー（Richard John Chorley、1927年9月4日 - 2002年5月12日）は、イギリスの地理学者。計量地理学における業績により20世紀後半を代表し、一般システム理論を地理学に導入する動きにおいて中心的な役割を果たした。

## 生い立ち
チョーリーは、ウェスト・カントリー (West Country) と通称されるイングランド南西部に育ち、そのルーツはトーントン・ディーン (Taunton Deane) の「exmoor」と称されるムーアと谷の地域にあった。地元の小学校から、マインヘッド (Minehead) のグラマースクールに進んだ。その後、王立工兵 (Royal Engineers) の一員として軍務に就いてから、オックスフォード大学のエクセター・カレッジに入り、地理学部で地形学を学び始めた。そこでチョーリーは、R・P・ベッキンセール (R.P. Beckinsale) から大きな影響を受け、アメリカ合衆国の大学院へ留学することを勧められた。1951年、チョーリーはフルブライト奨学金を得て大西洋を越え、コロンビア大学で地学部 (the Geology Department) に所属して、地形発達に関する計量的手法を追究した。

## キャリアの形成
コロンビア大学から、後にブラウン大学に移って続けられていたチョーリーの研究生活は、家族の事情でイギリスへの帰国を余儀なくされたことから1957年に中断された。その後間もなく、チョーリーはケンブリッジ大学のデモンストレーター（Demonstrator：講師に相当する職位のひとつ）に採用され、その後は速やかに昇進を重ね、1970年にリーダー (Reader)、1974年には「ad hominem」（特定の科目に対してではなく、当該人物を評価して与えられる）教授職に就いた。ケンブリッジ大学は、チョーリーの革命的発想に、発射台を提供することになった。チョーリーは、当時の主流であったウィリアム・モーリス・ディヴィスの侵食による地形輪廻説のパラダイムを否定し、それに代わるものとして、計量的モデルに基づいた、一般システム理論やその他のモデルを強調したパラダイムを追究した。
ケンブリッジ大学の同僚には、強力な自然地理学のグループが形成されており、チョーリーの発想を応援した。彼らは、チョーリーが実験を行なうために良好な環境を提供した。チョーリーは自然地理学の分野で大量の科学論文を執筆し、そのアプローチを成文化し、地表の形成過程や、その研究手法に就いて、さらに新たな疑問を提起した。その中心に置かれていたのは、システムダイナミクスの概念であり、彼が著した『Physical Geography: A Systems Approach』（1971年）と『Environmental Systems』（1978年）は、続く世代の研究者たちに影響を与えた。チョーリー門下からは、気候学や水文学の研究者も輩出したが、この方面ではコロラド大学の気象学者ロジャー・バリー (Roger Barry) との共著『Atmosphere, Weather and Climate』（1968年）がある。チョーリーには、この他にも『Water, Earth and Man』（1969年）など多数の共編著書がある。さらに、1964年には、『The History of the Study of Landforms』シリーズの最初の1冊を発表し、その後、1973年と1991年に続巻が刊行された。チョーリーが死去した際には、第4巻が完成間近であった。

## 地理学の進歩への貢献
チョーリーは、自身の活動領域を自然地理学に限定せず、地理学全体を変えるべく広範囲な領域にアプローチした。チョーリーは、ケンブリッジ近郊のマディングリー (Madingley) にあるマディングリー・ホール (Madingley Hall) で毎年夏に研究集会を催し、そこでの講演が多くの著作の基礎となり（特に、『Models in Geography』1967年）、地理学に影響を与えた。チョーリーはまた、年次刊行物として『Progress in Geography』を創刊し、後にはこれを、地理学全領域における変化を記録、評価する、2種類の季刊誌（『Progress in Human Geography』、『Progress in Physical Geography』）に改編した。
チョーリーは自然地理学者であったが、人文地理学分野の地理学者とも様々な協力を行なった。特にピーター・ハゲットとは、『Frontiers in Geographical Teaching』（1965年）、『Models in Geography』（1967年）、『Network Analysis in Geography』（1969年）を共著として刊行した。山田誠は、日本における地理学の計量化（計量革命）についての論考の中で、チョーリーとハゲットの共著に触れ、「ことの背景には、自然地理学と人文地理学との一体性が他の国々に比べてかなり強かったという事実があるのではなかろうか」と述べている。

## 私生活
チョーリーは1965年にローズマリー・モア (Rosemary More) と結婚し、息子と娘をそれぞれひとりもうけた。
チョーリーは、ケンブリッジのParish of the Ascension Burial Ground に埋葬された。

## 学歴・職歴
- 1946年 - 1948年：王立工兵中尉
- 1951年：オックスフォード大学、BA (Hons)
- 1951年 - 1952年：コロンビア大学（ニューヨーク）地学部（フルブライト奨学金、スミス＝ミュント奨学金 (Smith-Mundt Scholarships) による
- 1952年 - 1954年：コロンビア大学、地理学インストラクター (Instructor)
- 1954年：オックスフォード大学、MA
- 1954年 - 1957年：ブラウン大学（プロビデンス）、地学インストラクター (Instructor)
- 1958年：ケンブリッジ大学、地理学デモンストレーター (Demonstrator)
- 1962年：ケンブリッジ大学、地理学講師 (Lecturer)
- 1963年 - 1978年：マディングリー地理学会議 (Madingley Geography Conferences) 共同主催
- 1964年：国際地理学連合計量技法コミッション (the Commission on Quantitative Techniques) イギリス代表。その後、1968年に座長。
- 1968年：Geographical Association、地理教育におけるモデルと計量技法の役割についての委員会、委員長
- 1970年 - 1975年：ケンブリッジ大学、地理学および地学分野教授委員会事務長 (Secretary of the Faculty Board of Geography and Geology, Cambridge University)
- 1970年：ケンブリッジ大学、地理学リーダー (Reader)
- 1972年：ケンブリッジ大学、地理学部門代表代行（四旬節およびミカエル祭期間）
- 1973年：大学院委員会委員
- 1974年：ケンブリッジ大学、地理学 ad hominem 教授
- 1984年 - 1989年：ケンブリッジ大学、地理学部門代表
- 1984年 - 1989年、1990年：開発教育委員会 (Development Studies Committee) 委員長
- 1990年：ケンブリッジ大学シドニー・サセックス・カレッジ、副学寮長 (Vice-Master)

## 受賞・栄誉
- 1967年：王立地理学会ギル記念賞 (the Gill Memorial) - 自然地理学と計量手法への貢献に対して
- 1974年：ケンブリッジ大学、Sc.D.
- 1974年：British Geomorphological Research Group、終身名誉会員（第1号）
- 1981年：アメリカ地理学会栄誉賞
- 1987年：王立地理学会パトロンズ・メダル[4]
- 1988年：イタリア地理学会 (Società geografica italiana) 名誉会員
- 1988年：王立地理学会評議員